# Ladislav Kuna
Ladislav Kuna (3 de abril de 1947 - 1 de febrero de 2012) fue un jugador de fútbol y entrenador eslovaco.
En los partidos de la liga Checoslovaca, jugó 424 partidos y anotó 86 goles. Fue convocado 47 veces a Checoslovaquia, anotó 9 goles. Fue participante en la Copa Mundial de Fútbol de 1970. En 1969, fue nombrado el Futbolista Checoslovaco del año.
Fue presidente de Football Club Spartak Trnava desde diciembre de 2006 hasta su muerte.